# Ron Hayes
Ronald G. Hayes (26 de febrero de 1929—1 de octubre de 2004) fue un actor estadounidense. 

## Primeros años
Nacido en San Francisco (California), sus padres eran Sam Hayes y Marion de Rode Brune, ambos interesados en el mundo del teatro y de la interpretación. Hayes se graduó en 1952 en la Universidad de Stanford con un título en política internacional.
Hayes participó en la guerra de Corea dentro del Cuerpo de Marines de los Estados Unidos. Tras su paso por el ejército, Hayes trabajó para la emisora radiofónica KSJO, en San José (California).  
En 1957 Hayes se mudó con su esposa, Joan, y sus tres hijos, Vanessa, Peter, y Heidi, a Hollywood a fin de dedicarse a la actuación. Ese mismo año consiguió un papel, el de Jeff Miller en el episodio "A Case of Sudden Death", en la serie de la NBC On Trial, o The Joseph Cotten Show, interpretada por Joseph Cotten. Ese mismo año fue Durango en el episodio "Town of Fear" del western de la ABC Cheyenne, protagonizado por Clint Walker, y el teniente Harry Summers en el episodio "Family Portrait" del drama policial interpretado por Lee Marvin para la NBC M Squad.

## Papeles en el western
Entre 1958-1961, Hayes actuó en casi una veintena de series de temática western: 
1. Colt .45, en la ABC, protagonizada por Wayde Preston.
2. 26 Men, con Edgar Buchanan en el episodio "Cross and Doublecross".
3. Maverick, con James Garner y Jack Kelly en los episodios "Seed of Deception" y "Passage to Fort Doom", en la ABC.
4. Bronco, con Ty Hardin, en "Trail to Taos" y "Red Water North", en la ABC.
5. Wanted: Dead or Alive, de Steve McQueen, en la CBS, en el episodio "Reckless".
6. Hotel de Paree, de Earl Holliman, en el episodio "Sundance Goes to Kill", en la CBS.
7. The Texan, de Rory Calhoun, en los episodios "The Ringer" y "Showdown", en la CBS.
8. Wichita Town, de Joel McCrea, en "Sidekicks" para la NBC.
9. The Deputy, con Henry Fonda y Allen Case, en "Marked for Bounty", para NBC.
10. Overland Trail, en "Mission into Mexico", para la NBC.
11. Tombstone Territory en "Day of the Amnesty" y "The Innocent Man".
12. Death Valley Days, en "Devil's Bar".
13. Tales of Wells Fargo, de Dale Robertson, en "Run for the River", para la NBC.
14. The Rifleman, de Chuck Connors, en "Six Years and a Day", para la ABC.
15. Klondike, en "Sitka Madonna", para la NBC.
16. Two Faces West, de Charles Bateman, en "Music Box".
17. Rawhide, en "Incident of the Haunted Hills" y en "Incident of the Four Horsemen", para la CBS.
18. Bat Masterson, en la NBC, con Gene Barry, en la cual Hayes interpretó su papel más significativo, el de Marshal Wyatt Earp.

En la temporada de 1961-1962 Hayes actuó en los 38 episodios de la serie The Everglades. Tras la misma, Hayes trabajó en más westerns, incluyendo la última temporada del programa de la NBC Laramie, en los episodios "Shadow of the Past" y "Protective Custody". Después trabajó en Temple Houston, con Jeffrey Hunter, en el episodio "Billy Hart", y en El virginiano, en el capítulo "Siege", ambas series para la NBC.  Entre 1960 y 1964, Hayes interpretó diferentes personajes en ocho entregas de Wagon Train. En 1964 trabajó en la serie de John Gavin Destry, en el episodio "Blood Brother-in-law". El año siguiente actuó en el capítulo "A Long Way Home" del programa de Robert Horton para la ABC A Man Called Shenandoah.
El matrimonio de Hayes con Joan finalizó probablemente en divorcio. A principios de 1965 se casó con Betty Endicott, una actriz y especialista de la serie de la NBC Bonanza. Hayes actuó asimismo en seis ocasiones en capítulos de Bonanza, concretamente en "Desert Justice" (1960), "The Rescue" (1961), "Mirror of a Man" (1963), "The Bridegroom" (1966), "Night of Reckoning" (1967), y "Emily" (1969).
A partir de 1966 Hayes trabajó como Ben Jones en la serie emitida en la ABC The Rounders, con Chill Wills y Patrick Wayne, un hijo de John Wayne. Otros actores participantes eran Walker Edmiston y Strother Martin.
En 1966 también participó en la serie de Televisión Daktari, en el capítulo doble "El regreso del asesino Partes 1 y 2" como actor invitado.
En 1967 actuó en la NBC en episodios de Walt Disney's Wonderful World of Color, con Roger Mobley en el papel principal, y ese mismo año intervino en varios episodios de la serie de la ABC  General Hospital.
Hayes siguió trabajando en los westerns televisivos, participando en dos ocasiones en 1968-1969 en el de la NBC El Gran Chaparral, en los capítulos "Threshold of Courage" y "A Fella Called Kilroy". También trabajó en ocho de las entregas de la serie de James Arness para la CBS Gunsmoke, entre ellas "Snow Train" (1970), "Moo Moo Raid" (1960), "Harriet" (1961), "Old Faces" (1961), "Jenny" (1962), "I Call Him Wonder" (1963), y "The Judas Gun" (1970).

## Últimos años
Entre 1969 y 1972, tras el abandono de la serie por parte de Robert Bray, Hayes actuó en siete ocasiones en Lassie, seis de ellas en 1971-1972 en el papel de Garth Holden. Sus compañeros de rodaje en esa época eran Larry Pennell y Larry Wilcox.
En 1979 Hayes interpretó al Sheriff Pinter en la serie de Arness para la ABC How the West Was Won. Por otra parte, la mayor parte de su trabajo en los años setenta se desarrolló en series dramáticas, como la protagonizada por Raymond Burr Ironside (NBC) y The Mod Squad (ABC). También actuó en tres producciones de la CBS, la de Jack Lord Hawaii Five-O, la de William Conrad Cannon, y la interpretada por Buddy Ebsen, Barnaby Jones.<
Su último trabajo recurrente fue el papel de Hank Johnson en seis episodios emitidos en 1980-1981 de Dallas (CBS). Posteriormente, en 1983, fue Tim Coulton en la entrega "Children of Jamestown", en la serie de la NBC The A-Team, con George Peppard. 
Además de su actividad como actor, Hayes fue activista medioambiental, uno de los que trabajó para instituir el primer Día de la Tierra. Fue miembro del Sierra Club y fundador del grupo ecologista Wilderness World.
Hayes falleció en 2004 a causa de las complicaciones aparecidas tras sufrir un hematoma subdural tras sufrir una caída en su domicilio en Malibu (California).